# Машин, Йозеф
Йозеф Машин (чеш. Josef Mašín; 26 августа 1896, Лошаны — 30 июня 1942) — австро-венгерский и чехословацкий военный деятель, офицер периода Первой Чехословацкой республики, в конце жизни ставший известным как один из наиболее активных участников движения Сопротивления в условиях оккупации страны нацистской Германией и один из лидеров антифашистской организации «Три волхва» (чешск. Tři králové). Отец братьев Цтирада и Йозефа-младшего Машинов, антикоммунистических подпольщиков, действовавших в Чехословакии в начале 1950-х годов.

## Ранняя жизнь
Родился в деревне Лошаны рядом с городом Колин, был сыном фермера Алоиса Машина и его жены Марии, урождённой Зоурковой. В 1907—1911 годах учился в чешскоязычном реальном училище в городе Кутна-Гора. В 1912—1915 годах учился в земской средней школе в Роуднице-над-Лабем. В 1914—1915 годах также недолго учился в военной академии, но был оттуда отчислен из-за конфликта с начальством.

## Военная карьера

### Служба в Чехословацком легионе
28 апреля 1915 года, во время Первой мировой войны, Машин был призван на военную службу в армию Австро-Венгрии и определён в 36-й пехотный полк, воевавший против российских войск на Восточном фронте. Здесь 9 мая 1915 года у Синькова он попал в русский плен и 3 января 1916 года вступил в Чехословацкий легион. С 1916 по 1921 год он воевал в составе 1-го стрелкового полка Чехословацкого легиона. За эти годы он принял православие, получил несколько ранений и стал полным кавалером солдатского ордена Святого Георгия. Был награждён офицерскими орденами Святого Георгия 4-й и 3-й степеней. Участвовал в боях при Зборове, под Бахмачем и на Транссибирской магистрали.

### Первая Чехословацкая республика
Возвратившись в Чехословакию, он демобилизовался, но уже 6 февраля 1920 года стал штабс-капитаном пехоты чехословацкой армии. В 1922 году он окончил офицерские курсы в Миловице. С 1923 по 1927 год служил в артиллерии в Ческе-Будеёвице и с 1927 до 1928 года — в Йиндржихув-Градеце. С 1 апреля до 2 ноября 1928 года находился в отпуске без сохранения заработной платы в связи с болезнью его матери.
С 1928 года Машин служил в 1-м артиллерийском полку Яна Жижки в Рузине, в 1939 году став заместителем командира полка.
18 июня 1929 года он женился на Здене Новаковой. В браке с ней у него родилось трое детей: сыновья Цтирад (1930), Йозеф (1932) и дочь Здена (1933).

## Во время оккупации Чехословакии
14 марта 1939 года Машин был задержан по обвинению в мятеже, поскольку отказался подчиняться приказу не оказывать сопротивления оккупантам. После оккупации Чехословакии нацистской Германией начал заниматься подрывной деятельностью, действуя сначала самостоятельно, позже установив связь с сопротивленческой организацией Obrana národa. Вместе с полковником Йозефом Балабаном и штабс-капитаном Вацлавом Моравеком он стал основателем повстанческой группы «Три волхва». С помощью большой сети информаторов члены группы собирали различную важную информацию, которую они затем передавали по радио чехословацкому правительству в изгнании, находившемуся в Лондоне. Кроме того, они накапливали оружие и осуществляли различные диверсионные атаки. Согласно некоторым свидетельствам, Машин участвовал в публикации нелегальной газеты V boj.

### Арест
Машин был арестован гестапо 13 мая 1941 года после перестрелки на улице Под-Теребку в районе Праги Нусле. После ареста его избивали и жестоко пытали, он несколько раз безуспешно пытался покончить с собой. 30 июня 1942 он был приговорён военным судом к смертной казни и был расстрелян на стрельбище Кобылиса в Праге.

## После освобождения страны
После Второй мировой войны Йозеф Машин был посмертно повышен до звания бригадного генерала, а в мае 2005 года чешское правительство посмертно присвоило ему звание генерал-майора. Его жена Здена Машинова несколько месяцев (с 6 января до 5 августа 1942 года) провела в тюрьме гестапо, после войны была награждена Чехословацким Военным крестом.
В 1953 году она была несправедливо, как считается, арестована и приговорена к 25 годам тюрьмы по обвинению в якобы имевшей место с её стороны поддержке антикоммунистической деятельности двух своих сыновей и за пособничество бегству их и их сообщников на автомобиле за границу.
Она умерла в тюрьме 12 июня 1956 года.